# Chris Samuels
Chris Samuels (Mobile, 28 luglio 1977) è un ex giocatore di football americano statunitense che ha militato nel ruolo di offensive tackle nella National Football League (NFL).

## Carriera
Al college Samuels giocò a football ad Alabama, venendo premiato unanimemente come All-American. Fu scelto come terzo assoluto dai Washington Redskins nel Draft NFL 2000. Divenne immediatamente il tackle sinistro titolare della squadra e alla fine della sua prima stagione fu inserito nella formazione ideale dei rookie dalla Pro Football Writers of America. L'anno successivo fu convocato per il primo di sei Pro Bowl. Nel 2004 bloccò per il running back Clinton Portis che divenne il quarto giocatore nella storia della squadra a correre 1.315 yard in una stagione.
Considerato il leader della linea offensiva dei Redskins, prima della stagione 2005 Samuels firmò un nuovo contratto di sette anni del valore di 47 milioni di dollari. Nel 2007 fu nominato capitano della squadra e disputò 12 partite come titolare prima di essere inserito in lista infortunati per un problema a un tricipite il 9 dicembre. Quell'anno bloccò per Portis che chiuse quarto nella NFL in yard corse e che pareggiò il record di franchigia con cinque gare consecutive con oltre cento yard corse.
Samuels subì una paralisi temporanea alla parte superiore del corpo a causa della compressione del collo in uno scontro casco contro contro nella partita contro i Carolina Panthers dell'11 ottobre 2009. L'infortunio fu collegato a una stenosi spinale, una condizione che gli era stata diagnosticata da bambino. Per evitare ulteriori complicazioni, il 4 marzo 2010 annunciò il ritiro su consiglio dei dottori.

## Palmarès
- Convocazioni al Pro Bowl: 6

2001, 2002, 2005, 2006, 2007, 2008
- PFWA All-Rookie Team - 2000
- 90 Greatest Redskins